# 申豐
申丰，申氏，姜姓，名丰，春秋时期鲁国季氏家臣。
前550年，季武子没有嫡子，公弥年长，但是季武子喜欢纥，想立他为继承人。问申丰：“弥和纥，我都喜欢，想选有才能的立为继承人。”申丰快步走出，回家，打算全家出走。几天后，季武子又问申丰。申丰回答：“如果还问，我准备套车走了。”季武子就不说了。前538年，天下大雨和冰雹。季武子向申丰询问说：“冰雹可以防止吗？”申丰说：“圣人在上，没有冰雹。即使有，也不成灾。古代，太阳在北陆（虚宿和危宿）的位置上就藏冰，西陆（昴宿和毕宿）在早晨出现就取出冰来。藏冰时，深山穷谷，凝聚寒气，就在那里凿取。取冰时，朝廷上有禄位的人，迎宾、用膳、丧事、祭祀，就在那里取用。当藏冰之时，用黑毛公羊和黑色黍子来祭祀司寒之神。当取冰之时，门上挂上桃木弓、荆棘箭，来消除灾难。冰的取藏都按时令。禄位足以食肉的官吏，都是有资格用冰的。大夫和其妻命妇死后擦身体要用冰。祭祀司寒之神而加以收藏，奉献羔羊祭祖打开冰室，国君最先使用。大火星出现就分配完毕，从大夫夫妻以至老弱生病之人，没有人不分到冰。山人（小官）在深山中凿冰，县人（县正）运输，舆人交付，隶人收藏。冰因寒风而坚固，因春风而取出使用。其收藏周密，使用普遍，则冬天没有过暖，夏天没有阴寒，春天没有凄风。秋天没有苦雨，雷鸣不伤人，霜雹不成灾，瘟疫不流行，民众不因疫病而死。现在把收藏的河川池塘的冰放置不用，风不散而草木凋零，雷不鸣而畜伤亡，冰雹成灾，谁能够防止它？《七月》的最后一章，就是藏冰的道理。” 。前519年，因为邾国向晋国控告鲁国，晋国韩宣子扣留鲁国叔孙婼。为了叔孙婼，鲁国派申丰带着财货去到晋国，叔孙婼对申丰说：“来见我，我告诉你把财货送到哪里去。”申丰进见叔孙婼，叔孙婼没有让他出来，来向晋国避免行贿。鲁昭公出奔齐国。前516年夏，齐景公准备送昭公回国，命令不要接受鲁国的财礼。季孙意如派申丰、女贾用两匹锦缎作为财礼，捆紧在一起像一块瑱圭，到齐军中去，对梁丘據的家臣高齮说：“如果你能收买梁丘据，我们让你当高氏的继承人，给你五千庾粮食。”梁丘据劝说齐景公不要护送鲁昭公，只是派公子鉏带兵跟从昭公。